# Ephestia inquietella
Ephestia inquietella is een vlinder uit de familie snuitmotten (Pyralidae). De wetenschappelijke naam is voor het eerst geldig gepubliceerd in 1932 door Zerny.
De soort komt voor in Europa.